# Sveti Jurij (gmina Rogatec)
Sveti Jurij – wieś w Słowenii, w gminie Rogatec. W 2018 roku liczyła 126 mieszkańców.